# Kirsty McGuinness
Kirsty McGuinness (4 novembre 1994) è una calciatrice nordirlandese, attaccante del Cliftonville e della nazionale nordirlandese.
È sorella maggiore di Caitlin, anch'ella calciatrice di ruolo centravanti, con la quale ha condiviso parte della sua carriera sia nei club, conquistando campionato e coppa, che nella nazionale maggiore, riuscendo ad accedere alla fase finale di una competizione internazionale, l'Europeo di Inghilterra 2022.

## Carriera

### Club
McGuinness, dopo aver iniziato la sua carriera calcistica nelle giovanili miste, approda alla sua prima squadra di calcio interamente femminile, il Linfield Ladies, all'età di 14 anni.
Nel 2012 si trasferisce alle rivali cittadine del Glentoran Belfast Utd, squadra con la quale, alla sua prima stagione, conquista il double campionato e coppa. Grazie al risultato ottenuto ha l'occasione di debuttare in UEFA Women's Champions League, disputando la sessione preliminare di qualificazione all'edizione 2012-2013 e scendendo in campo in tutti i tre incontri giocati dalla sua squadra che però, con due sconfitte e una sola vittoria, con le maltesi del Birkirkara alle quali sigla la sua prima rete nel trofeo, è costretta ad abbandonare il torneo. Benché abbia ottenuto i suoi primi successi in carriera, dopo una sola stagione è tornata al Linfield, nonostante il presunto interesse del club inglese dell'Arsenal.
Nelle successive sette stagioni contribuisce a conquistare i primi trofei per la società, vincendo la Coppa femminile di categoria nel 2013, nel 2014 e nel 2016, anno in cui ottiene in suo secondo double conquistando anche il vertice della Women's Premiership, campionato poi vinto consecutivamente altre tre volte. Ancora una volta, grazie a questi risultati, McGuinness torna a disputare la Champions League femminile per tre edizioni consecutive senza mai riuscire a passare il primo turno eliminatorio, tornando al gol in quella 2019-2020 andando a rete nella vittorie per 3-2 sulle greche del PAOK e nella sconfitta per 3-1 con le belghe dell'Anderlecht.
Nell'agosto 2020 il Sion Swifts ha annunciato il doppio ingaggio di Kirsty McGuinness e di sua sorella Caitlin, entrambe provenienti dal Linfield.
Rimaste con il club di Strabane poco meno di un anno, nell'aprile 2022 le sorelle McGuinness decidono di continuare il loro sodalizio sportivo trasferendosi entrambe al Cliftonville.

### Nazionale
McGuinness inizia ad essere convocata dalla Federcalcio nordirlandese (IFA), fin da giovanissima, dalla Under-16, vestendo dal 2010 le maglie sia delle formazioni giovanili Under-17 e Under-19, che quella della nazionale maggiore, debuttando in quest'ultima poco meno che sedicenne.
Prima di aver partecipato, tra settembre e ottobre 2010, alle prime fasi delle qualificazioni ai campionati europei Under-17 2011 e di Italia 2011 Under-19, chiamata dal commissario tecnico Alfie Wylie il 24 luglio McGuinness debutta con l'Irlanda del Nord senior in occasione delle qualificazioni al Mondiale di Germania 2011, rilevando Danielle McDowell al 70' nella vittoria per 3-0 sull'Estonia. Per andare a segno con la nazionale maggiore deve attendere il 19 novembre 2011, aprendo le marcature nell'inaspettata vittoria per 3-1 al Mourneview Park sulla favorita Norvegia, incontro valido per le qualificazioni al Europeo di Svezia 2013, che rimarrà l'ultima delle due sole sconfitte subite dalle scandinave nel gruppo 3.
In seguito Wylie continua a concederle fiducia, convocandola regolarmente nelle qualificazioni ai Mondiali di Canada 2015 e Francia 2019 e agli Europei di Paesi Bassi 2017 e, subentratogli Kenny Shiels nel 2019, Inghilterra 2022, sotto la guida del quale ottiene il suo primo accesso ad una fase finale di un torneo internazionale.

## Palmarès

### Club
- Campionato nordirlandese: 6

Glentoran: 2008
Linfield Ladies: 2016, 2017, 2018, 2019
Cliftonville: 2022
- Coppa dell'Irlanda del Nord femminile: 4

Glentoran: 2008
Linfield Ladies: 2013, 2014, 2016